# Eilicrinia unimacularia
Eilicrinia unimacularia là một loài bướm đêm trong họ Geometridae.